# Армавір (марз)
Армаві́р (вірм. Արմավիր) — марз (область) у Вірменії. Розташована на південному заході країни, в Араратській долині між горами Арарат та Арагац. На півночі межує з марзом Арагацотн, на сході зі столицею — Єреваном та марзом Арарат, на півдні та заході з Туреччиною. Адміністративний центр — місто Армавір. Інші міста — Вагаршапат (Ечміадзин) та Мецамор.

## Найвизначніші пам'ятки
- Вагаршапат — церковна столиця Вірменії (найстаріший монастирський комплекс Вірменії — 302–303 рр.)
- Монастир Звартноц
- Меморіал Сардарапатської битви
- Мецамор (фортеця) — стародавнє місто-фортеця

## Найбільші населені пункти
Міста з населенням понад 5 тисяч осіб:
| Назва міста | Населення, осіб (2010) |
| ----------- | ---------------------- |
| Вагаршапат  | 57465                  |
| Армавір     | 33758                  |
| Мецамор     | 10411                  |
| Паракар     | 9297                   |
| Мргашат     | 6393                   |
| Сардарапат  | 6300                   |
| Налбандян   | 5324                   |

## Галерея

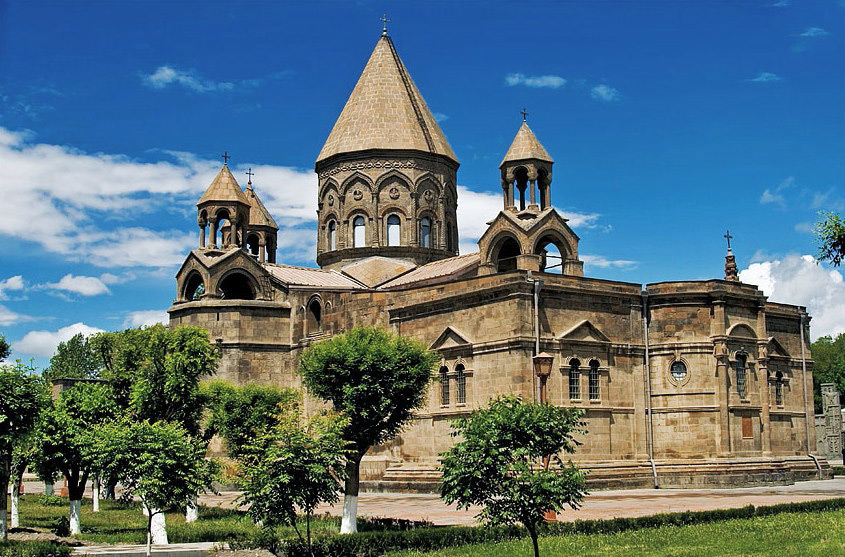
Резиденція Вірменської апостольської церкви
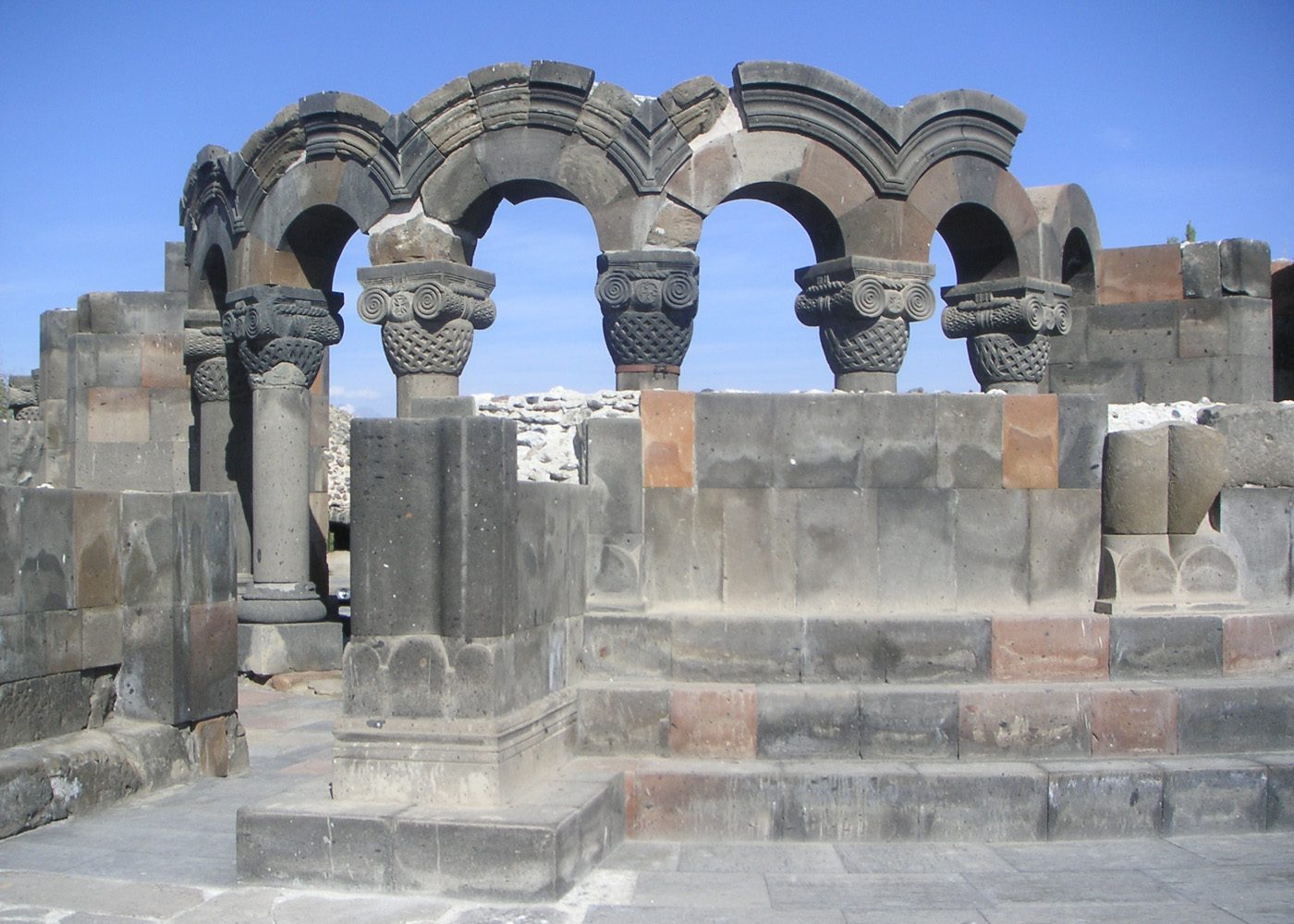
Руїни монастиря Звартноц
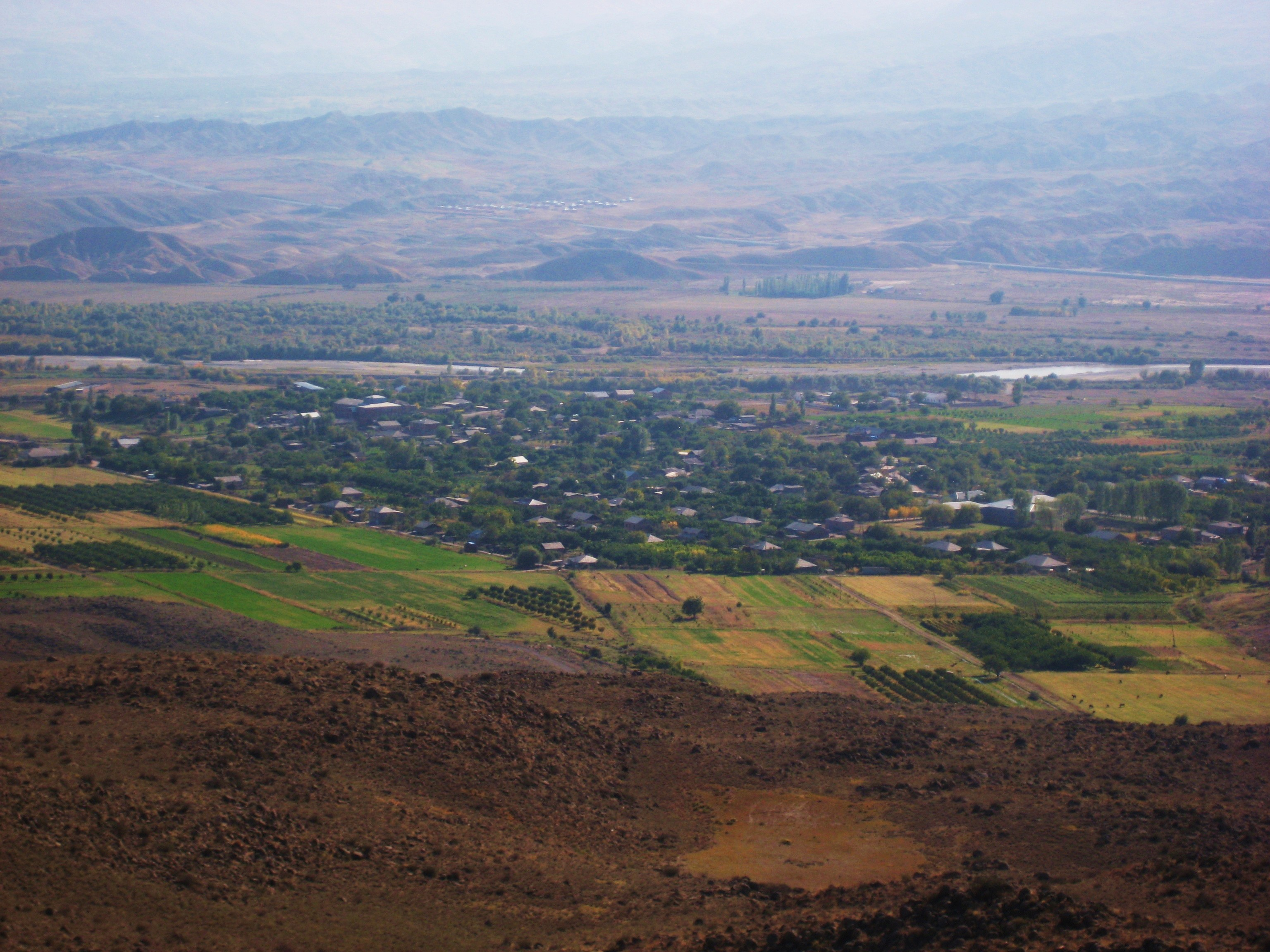
Стародавня столиця Вірменії — Єрвандашат